# Atlas, Rise!
«Atlas, Rise!» (укр. Атлант, вставай!) — пісня американського рок-гурту Metallica, що вийшла 2016 року. Третій сингл з альбому Hardwired…To Self-Destruct.
Пісня «Atlas, Rise!» була написана під час роботи над студійним альбомом Metallica Hardwired… To Self Destruct. Її робоча назва «N.W.O.B.H.M. A.T.M.» містила відсилання до «нової хвилі британського важкого металу» (укр. New Wave of British Heavy Metal), якою гурт надихався на початку кар'єри — саме в цій стилістиці було витримано основний гітарний риф пісні. Текст композиції розповідає про Атланта (Атласа), героя давньогрецьких міфів, якого покарав Зевс, змусивши вічно підтримувати небосхил. Джеймс Гетфілд зізнавався, що коли писав текст, то думав про Ларса Ульріха, який брав на себе багато важливих речей в гурті: «Дозволь мені допомогти тобі із цим; не треба все це носити на собі, брате».
«Atlas, Rise!» вийшла 31 жовтня 2016, за декілька тижнів до офіційного виходу альбому Hardwired… To Self Destruct, ставши третім синглом з альбому після «Hardwired» та «Moth into Flame». Музичне відео містить кадри, записані в студії під час роботи над альбомом.